# Atomic Heart (jogo eletrônico)
Atomic Heart é um jogo de tiro em primeira pessoa desenvolvido pela Mundfish e publicado pela Focus Entertainment e 4Divinity. O jogo foi lançado para Microsoft Windows, Xbox One, Xbox Series X/S, PlayStation 4 e PlayStation 5 em 21 de fevereiro de 2023. O jogo recebeu críticas geralmente positivas após o lançamento

## Jogabilidade
Atomic Heart é um jogo de tiro em primeira pessoa com elementos de RPG e furtividade. O combate consiste em atirar e cortar com armas improvisadas. Uma grande variedade de inimigos são apresentados, que podem ser mecânicos, biomecânicos, biológicos e alguns dos quais são aéreos. Um sistema de fabricação permite ao jogador montar armas a partir de peças de metal que podem ser retiradas de robôs ou retiradas de eletrodomésticos. As armas podem ser atualizadas por meio de uma mecânica chamada "casettes".  A munição no jogo é escassa e há uma opção furtiva.  Eventos rápidos são apresentados no jogo. O jogador usa uma luva especial, a Polymer Glove, que concede poderes como telekinesis, congelamento e eletricidade para derrotar os inimigos. Seus poderes podem ser combinados com armas corpo a corpo e de longo alcance.
A munição pode ser atualizada com vários efeitos elementares usando "vasilhas".  Essas vasilhas podem ser saqueadas e fabricadas e equipadas pelo jogador em armas corpo a corpo e de longo alcance.  Se a vasilha acabar, ela é descartada do inventário do jogador.

## Trama

### Contexto
Atomic Heart ocorre no terreno da Facility 3826, o principal centro de pesquisa científica da União Soviética em uma história alternativa em 1955. Em 1936, o cientista Dmitry Sechenov desenvolveu um módulo programável liquidificado chamado Polymer, provocando grandes avanços tecnológicos nos campos de energia e robótica na URSS e libertando grande parte da população do trabalho manual. Quando a Segunda Guerra Mundial estourou, os soviéticos rapidamente ganharam vantagem, mas pouco antes da Alemanha nazista ser derrotada em 1942, eles desencadearam o vírus da Peste Marrom, deixando milhões de mortos e criando uma demanda internacional por robôs soviéticos. para compensar a escassez de mão de obra resultante.  Como parte do programa de reconstrução pós-guerra da União Soviética, o Dr. Sechenov criou uma inteligência artificial em rede sem fio chamada "Kollektiv 1.0" que ligava seus robôs para maior eficiência.
Mais recentemente, Sechenov desenvolveu um neuro conector THOUGHT, um dispositivo que integra o Polymer ao corpo humano e permite que os humanos interajam remotamente com robôs.  THOUGHT será lançado junto com o Kollektiv 2.0, e Sechenov se gaba de que dará início a uma verdadeira era pós-trabalho para o mundo inteiro. No entanto, o lançamento oficial do Kollektiv 2.0 em 13 de junho de 1955 dá errado, mergulhando a Instalação 3826 no caos.

### Sinopse
Agente P-3 é um veterano da Segunda Guerra Mundial com problemas de memória. Ele é convidado para ajudar no lançamento do Kollektiv 2.0 na Instalação 3826, mas descobre que os robôs massacraram a maioria dos humanos. Sechenov explica que Petrov sabotou o nó Kollektiv 1.0 e pede ao P-3 para prender Petrov. Com seu parceiro de IA CHAR-les (apelidado de "Charles") preso à sua luva, P-3 deve enfrentar robôs homicidas e experimentos biomecânicos fracassados enquanto lida com a crescente instabilidade mental.
P-3 rastreia Petrov e descobre que ele está trabalhando com Filatova.  Petrov foge e é aparentemente morto por um robô.  Enquanto isso, o Politburo começa a suspeitar do que está acontecendo.  Molotov, um membro do Politburo, ameaça encerrar o projeto "Coração Atômico" de Sechenov. Charles explica ao P-3 que Sechenov e o Politburo estão em uma luta sobre quem controlará Kollektiv.  Sechenov ordena que P-3 intercepte Molotov, mas assim que P-3 faz contato, ele desmaia e acorda para encontrar Molotov assassinado. 
Enquanto o P-3 continua a perseguir Petrov, que reclama sobre como Sechenov planeja escravizar o mundo. Ele diz a P-3 que os robôs desonestos tinham um modo de combate instalado de antemão.  Viktor então dá a P-3 um par de anéis e comete suicídio.  Quando Sechenov pergunta sobre os anéis, P-3 mente e conclui que o projeto "Coração Atômico" de Sechenov e do Politburo envolve a distribuição de robôs de combate disfarçados de robôs civis para tomar usinas nucleares.  P-3 leva a cabeça de Petrov a um laboratório para extrair suas memórias, mas Filatova destrói a máquina e nocauteia P-3.
Quando P-3 acorda, Filatova revela a ele que Kollektiv é um meio de controlar a mente das pessoas. Chocado, P-3 trabalha com Filatova para descobrir a verdade de Sechenov. No laboratório, P-3 descobre que Charles não é uma IA, mas a mente de Chariton Zakharov, amigo de Sechenov e colega pesquisador presumivelmente assassinado por Sechenov.  Usando a autorização de segurança de Zakharov, eles descobrem mais sobre o passado de P-3.  P-3 descobre que, para consertar sua lesão cerebral, Sechenov instalou um implante de polímero, apagando as memórias de sua falecida esposa Ekaterina e dando a Sechenov a capacidade de controlá-lo. Furioso, P-3 decide enfrentar Sechenov.
No entanto, P-3 desmaia novamente e acorda sob os cuidados de sua sogra. Ela revela que P-3 matou Filatova enquanto desmaiava.  Neste ponto, P-3 pode optar por deixar a Instalação 3826 ou confrontar Sechenov, resultando em finais diferentes.

## Desenvolvimento e lançamento
Atomic Heart é desenvolvido pela Mundfish, que se autodenomina um estúdio internacional com sede em Chipre, e tem escritórios em Moscou e São Petersburgo. Os sites de notícias russos se referiram repetidamente a ele como um jogo russo., enquanto os investidores incluem capital GEM, cujo fundador atuou como diretor da divisão Gazprom.
A equipe já havia desenvolvido o jogo VR Soviet Lunapark, mas interrompeu o desenvolvimento e retirou o jogo da lista no final de 2018 para se concentrar no Atomic Heart. O estúdio usa a Unreal Engine 4 e foi anunciado para oferecer suporte às tecnologias Nvidia RTX e DLSS para as placas gráficas GeForce RTX. No entanto, RTX não foi implementado na versão de lançamento do jogo. Mundfish afirmou que adicionará o recurso "pós-lançamento", sem dar mais detalhes.
Em fevereiro de 2022, um trailer da história mostrou que Atomic Heart será lançado em "#######BER", sugerindo o lançamento do jogo em algum momento no quarto trimestre de 2022. No entanto, no final de novembro, foi anunciado que o jogo seria lançado em 21 de fevereiro de 2023., publicado por VK Play no CIS, co-publicado por 4Divinity na Ásia, e publicado pela empresa francesa Focus Entertainment em outros lugares.

### Controvérsia
Mundfish foi acusado de coletar dados de usuários baseados na Rússia e fornecê-los aos serviços de segurança da Rússia. O desenvolvedor negou as acusações. Embora a própria Mundfish não esteja intimamente ligada a Putin, seu editor e alguns de seus investidores estão.
O jogo tornou-se objeto de controvérsia devido em parte à sua data de lançamento antecipada, que quase coincide com o aniversário do primeiro ano da invasão russa da Ucrânia em 2022 e Dia do Defensor da Pátria. Os críticos questionaram o momento do lançamento de um jogo com temas militares soviéticos e russos.  Mundfish afirmou que a empresa é neutra em assuntos mundiais e "não comenta política ou religião" e o estúdio é "inegavelmente uma organização pró-paz contra a violência contra as pessoas". A Ucrânia criticou a declaração por sua imprecisão, dizendo que "os desenvolvedores do jogo não fizeram uma declaração pública condenando o "regime de Putin" e a invasão russa da Ucrânia."
Independente dessas críticas, o compositor da música do jogo Mick Gordon divulgou um comunicado condenando a guerra e também doando sua taxa do projeto para o apelo da Crise da Cruz Vermelha na Ucrânia.

## Recepção
O Atomic Heart recebeu críticas "geralmente favoráveis" para a versão para Windows, enquanto as versões para Xbox Series X/S e PlayStation 5 receberam críticas "mistas ou médias", de acordo com o agregador de análises Metacritic.
IGN deu 8 de 10, dizendo "Atomic Heart é uma tentativa altamente imaginativa, inspirada no atompunk, de continuar de onde BioShock parou.." A PC Gamer deu uma pontuação de 78, afirmando que o jogo é "Um belo, imperfeito e profundamente estranho Westworld soviético.."
Outros críticos apontaram que Atomic Heart tenta capturar muitos temas sem ser capaz de desenvolver cada tema suficientemente, resultando em um jogo que inicialmente cria uma forte impressão, mas desmorona à medida que continua.